# Эскадренные миноносцы типа «Эноки»
Эскадренные миноносцы типа «Эноки» (яп. 榎型駆逐艦 Энокигата кутикукан) — тип японских эскадренных миноносцев. Подобно всем японским эсминцам II класса того времени, имели «ботанические» названия. Были построены шесть кораблей этого типа.

## Строительство
Заказаны в 1917 году, строились на верфях Майдзуру, Сасебо, Куре и Йокосуки. Конструктивно повторяли построенные ранее эсминцы типа «Момо», отличаясь от них более мощной силовой установкой (17 500 л. с. против 16 700) и несколько большим запасом топлива.
Эти корабли стали последними японскими эсминцами, получившими устаревшие 120-мм орудия Армстронга с длиной ствола 40 калибров и 450-мм торпедные аппараты. Слабое вооружение обусловило быстрое моральное устаревание кораблей этого типа.

## История службы
Эсминцы этого типа не успели принять участия в Первой Мировой войне, быстро устарели морально и вскоре были вытеснены из боевого состава флота более современными кораблями.
В 1930 году «Нара» и «Эноки» были переоборудованы в тральщики № 9 и № 10. Их артиллерийское вооружение заменили на два новых 120-мм орудия с длиной ствола в 45 калибров и два 7,7-мм пулемёта. В качестве тральщиков корабли прослужили до 1938 года, после чего были сданы на слом.
9-й дивизион («Кува», «Маки», «Кэяки», «Цубаки») некоторое время использовался для патрулирования китайского побережья в составе 2-й эскадры эсминцев, возглавляемой лёгким крейсером «Кину». В 1934—1935 годах все четыре корабля исключили из списков флота и сдали на слом.

## Представители серии
| Название                         | Место постройки  | Заложен              | Спущен на воду       | Вступил в строй     | Судьба                                                          |
| -------------------------------- | ---------------- | -------------------- | -------------------- | ------------------- | --------------------------------------------------------------- |
| Эноки (яп. 榎 железное дерево)   | Майдзуру, Япония | 1 октября 1917 года  | 5 марта 1918 года    | 30 апреля 1918 года | Минный тральщик № 10 с июня 1930 года, в 1938 году сдан на слом |
| Маки (яп. 槇 подокарп)           | Сасебо, Япония   | 16 октября 1917 года | 28 декабря 1917 года | 7 апреля 1918 года  | Сдан на слом в 1934 году                                        |
| Кэяки (яп. 欅 дзельква японская) | Сасебо, Япония   | 16 октября 1917 года | 15 января 1918 года  | 20 апреля 1918 года | Сдан на слом в 1934 году                                        |
| Кува (яп. 桑 шелковичное дерево) | Куре, Япония     | 5 ноября 1917 года   | 23 февраля 1918 года | 31 марта 1918 года  | Сдан на слом в 1934 году                                        |
| Цубаки (яп. 椿 камелия японская) | Куре, Япония     | 5 ноября 1917 года   | 23 февраля 1918 года | 30 апреля 1918 года | Сдан на слом в 1935 году                                        |
| Нара (яп. 楢 дуб железистый)     | Йокосука, Япония | 8 ноября 1917 года   | 28 марта 1918 года   | 30 апреля 1918 года | Минный тральщик № 9 с июня 1930 года, в 1938 году сдан на слом  |